# Vibekingz
VIBEKINGz ist der Name eines gemeinsamen Zusammenschlusses verschiedener deutscher Hip-Hop-Tänzer, MCs und Hip-Hop-DJs. Gründer und Hauptproduzent ist DJ S.T.A.T.I.C. aus Hamburg-Schnelsen. Bekannt wurde Vibekingz im Sommer 2006 mit der Single Like the Wind.

## Werdegang
Ursprünglich stammt der Song unter dem Titel She’s Like the Wind von dem US-amerikanischen Schauspieler Patrick Swayze. Nach seiner Verwendung in dem Tanzfilm Dirty Dancing erreichte Swayze 1987 damit weltweit hohe Chartplatzierungen. Static produzierte den Song als R&B-Ballade. Für die Aufnahme engagierte er den Berliner Sänger Maliq. Der Song erreichte mit Platz 2 in Deutschland eine höhere Chartposition als das Original.
Nach dem Erfolg mit Maliq produzierten die Vibekingz diverse amerikanische Hochkaräter, wie zum Beispiel die Gruppe Shai (If I ever fall in Love).
2008 schließt sich der Sänger, Produzent und Songwriter J´Sun den Vibekingz an.
Seit 2015 ist der Hamburger Musikproduzent, Sänger und Songwriter Tihamer Jenei ein fester Bestandteil des Vibekingz Teams.

## Diskografie

### Alben
- 2006: 24/7 Addicted (mit Maliq)

### Singles
- 2006: Like the Wind (mit Maliq)
- 2006: This Letter (P.S. I Still Luv U) (mit Maliq)